# Мажейкяй (футбольный клуб)

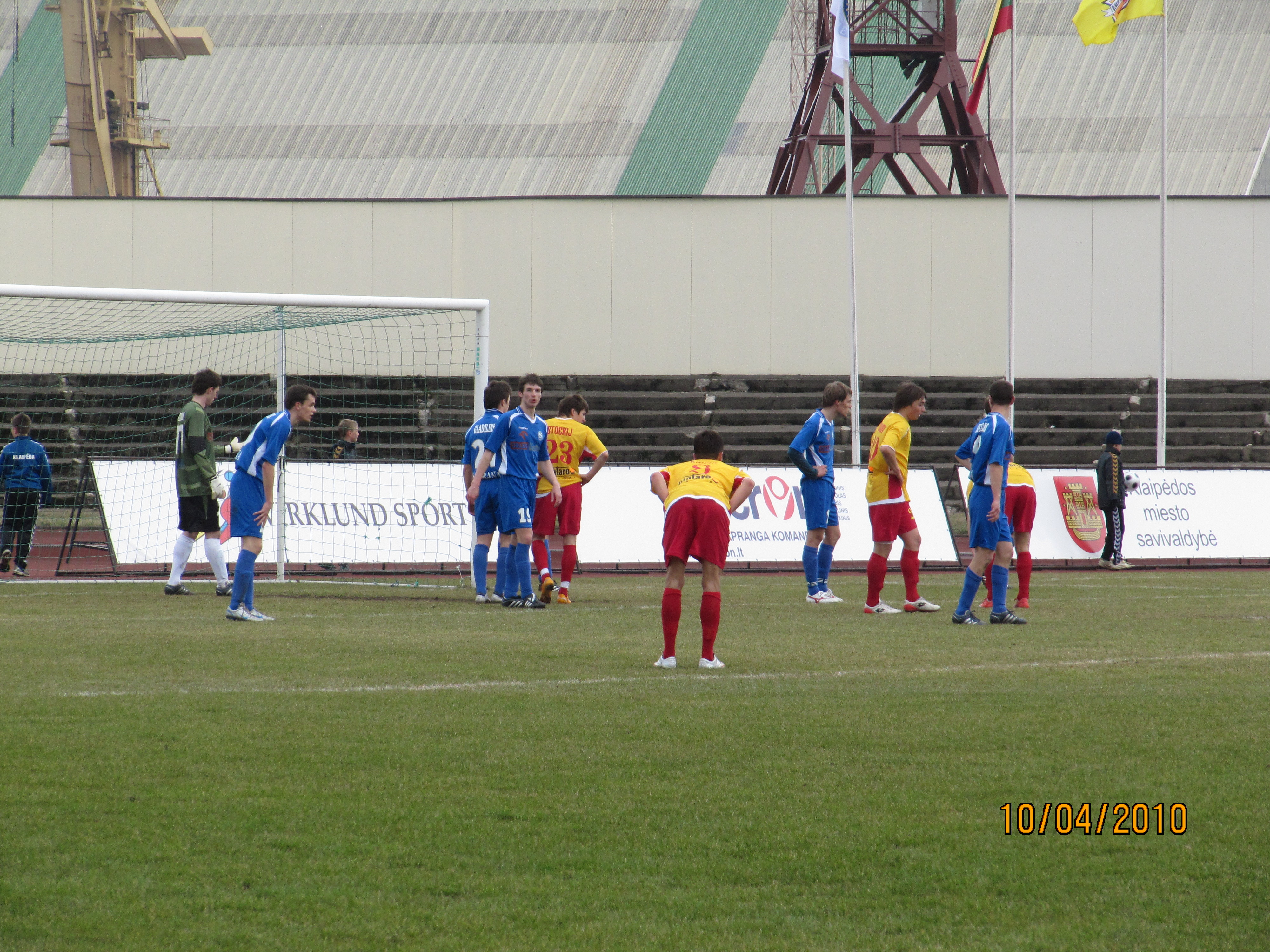
Матч между клубами «Клайпеда» и «Мажейкяй» (в синем). 2010 год

«Мажейкя́й» (лит. FK Mažeikiai) — литовский футбольный клуб. Базировался в городе Мажейкяй.

## История клуба
Клуб был основан в 1947 году и долгое время выступал в республиканских соревнованиях. К 1990 году сменил ряд названий: ЭТГ, «Электра», «Атмосфера» и «Йоварас». В 1976 и 1979 годах под названием «Атмосфера» клуб становился чемпионом Литовской ССР. В 1979 году он также достиг финала Кубка Литовской ССР.
В 1990 году участвовал в первом Чемпионате Балтики, а в 1991 году дебютировал в Чемпионате независимой Литвы.
В начале 1992 года «Йоварас» получил имя города, но уже летом ФК «Мажейкяй» сменил название на «Ромар», в честь Ромара Марцикевичюса, основного спонсора клуба. В результате денежных вливаний «Ромар» совершил стремительной взлёт в чемпионате Литвы. В 1993 году он финишировал шестым, а уже в 1994 году стал чемпионом. В 1995 году «Ромар» занял третье место, но из-за финансового кризиса, ударившего по клубу, он покинул высший дивизион и оказался в Третьей лиге. Названием клуба вновь стало имя города. Через два года он вышел во Вторую лигу. Только с появлением нового титульного спонсора (и, соответственно, названия) в лице компании «Нафта» клуб вышел в Первую лигу (2001 год), но сразу же вылетел. В 2003 году уже под старым названием «Мажейкяй» снова вышел в Первую лигу, и опять пребывание в ней продлилось только сезон. В течение 2005-2008 годов выступал во Второй лиге. В 2008 году выиграл её и в третий раз вышел в Первую лигу. В 2009 году клуб занял третье место и спустя 15 лет вернулся в А-лигу. В первом сезоне после возвращения «Мажейкяй» занял девятое место.
После банкротства клуба и выхода его из чемпионата в 2012 году в Мажейкяе был образован новый футбольный клуб, взявший одно из прежних названий «Мажейкяя» — «Атмосфера». С 2019 года играет во втором по уровне дивизионе страны — I лиге.

## Выступление в еврокубках
В сезоне 1994/95 годов «Ромар» впервые принял участие в розыгрыше Кубка УЕФА, однако вылетел уже на предварительной стадии, уступив по сумме двух матчей шведскому АИКу — оба раза по 0:2.

## Предыдущие названия
(изменения названий)
- 1961 — ЭТГ Мажейкяй
- 1962 — Электра
- 1973 — Атмосфера
- 1990 — Йоварас
- 1992 — ФК Мажейкяй
- 1992 — РОМАР
- 1995 — ФК Мажейкяй
- 2001 — Нафта
- 2003 — ФК Мажейкяй

## Достижения
- Чемпионат Литвы:

- Чемпион: 1993/94
- Третье место: 1994/95

- Чемпионат Литовской ССР:

- Чемпион: 1976, 1979
- Третье место: 1974, 1977

- Кубок Литовской ССР:

- Финал: 1979

## История выступлений
| Год     | Лига                | Место | Кубок |
| ------- | ------------------- | ----- | ----- |
| 1990    | А-лига              | 5-8   | 1/2   |
| 1991    | А-лига              | 12    | 1/8   |
| 1991-92 | А-лига              | 9     | 1/4   |
| 1992-93 | А-лига              | 6     | 1/4   |
| 1993-94 | А-лига              | 1     | 1/2   |
| 1994-95 | А-лига              | 3     | 1/2   |
| 1995-96 | III лига (Запад)    | 6     | 1/16  |
| 1996-97 | III лига (Жемайтия) | 2     | —     |
| 1997-98 | —                   | —     | —     |
| 1998-99 | II лига (Запад)     | 10    | —     |
| 1999    | II лига (Запад)     | 6     | —     |
| 2000    | II лига (Запад)     | 11    | —     |
| 2001    | II лига (Запад)     | 1     | —     |
| 2002    | I лига              | 15    | —     |
| 2003    | II лига             | 1     | —     |
| 2004    | I лига              | 6     | —     |
| 2005    | II лига (Север)     | 4     | —     |
| 2006    | II лига (Север)     | 3     | —     |
| 2007    | II лига (Север)     | 4     | 1/32  |
| 2008    | II лига (Запад)     | 1     | —     |
| 2009    | I лига              | 3     | 1/32  |
| 2010    | А-лига              | 9     | 1/16  |
| 2011    | А-лига              | 9     | 1/8   |

## Выступления в еврокубках
| Сезон     | Турнир     | Раунд                 | Соперник | Дома | В гостях | Общий счёт |  |
| --------- | ---------- | --------------------- | -------- | ---- | -------- | ---------- |  |
| 1994/1995 | Кубок УЕФА | Предварительный раунд | АИК      | 0:2  | 0:2      | 0:4        |  |